# طوني إيرل
طوني إيرل (بالإنجليزية: Tony Earl)‏ هو ضابط ومحامي وسياسي أمريكي، ولد في 12 أبريل 1936 في لانسنغ في الولايات المتحدة. حزبياً، نشط في الحزب الديمقراطي. وقد انتخب عضو جمعية ولاية ويسكونسن وانتخب حاكم ولاية ويسكونسن ‏ (3 يناير 1983 – 5 يناير 1987).